# Encentrum tyrphos
Encentrum tyrphos är en hjuldjursart som beskrevs av Wulfert 1936. Encentrum tyrphos ingår i släktet Encentrum och familjen Dicranophoridae. Inga underarter finns listade i Catalogue of Life.